# Гришино (Марий Эл)
 Гришино  — деревня в Советском районе Республики Марий Эл. Входит в состав Вятского сельского поселения.

## География
Находится в центральной части республики Марий Эл на расстоянии приблизительно 4 км по прямой на северо-восток от районного центра посёлка Советский.

## История
Деревня была основана в 1860-е — 1870-е годы как починок русскими переселенцами из Яранского уезда Вятской губернии. В 1869 году здесь было отмечено 28 дворов, где проживал 131 человек, в 1898 году уже 42 двора и 252 жителя. В 1952 году в деревне было 48 хозяйств, в 1962 году — 26, в 1972 году — 29, в 1982 году — 24, в 1992 году — 6, в 2002 году — 10 хозяйств. При этом в 1952 году в деревне было 210 человек, в 1992 году — 15, а в 2002 году — 31 человек. Причиной быстрого сокращения численности населения был пожар в 1956 году, уничтоживший половину домов и строений. В советское время работал колхоз «Трудовик».

## Население
Население составляло 29 человек (55 % мари, 45 % русские) в 2002 году, 44 в 2010.